# ニック・バーク
ニック・バーク（Nick Berk、本名：ニコラス・K・バーク（Nicholas K. Berk）、1980年5月11日 - ）は、アメリカ合衆国出身のプロレスラー。
身長おおよそ178センチメートル、体重おおよそ90キログラム。ニッキー・ベンツ(Nicky Benz)というギミックを携えつつ、コンバット・ゾーン・レスリングをその始めとする数多のインディ団体や、ワールド・レスリング・エンターテインメントを舞台に活動してきた。
ペンシルベニア州のフィラデルフィアに生まれ、ワイルド・サモアンなどからの訓練を受けたうえで、1997年の3月21日にプロとしてのデビューを行う。その初期にはトレント・アシッド、ジョニー・カジミア、ビリー・レイルとともに『Dセックス』(D-Sex)という軍団を組むなどして活動していた。
やがてコンバット・ゾーン・レスリング(CZW)のマットに参戦するようになり、2001年にさっそくデラウェア州を舞台にCZWのヘビー級王座を獲得。この王座を同日にTAJIRIに奪われるも、同年内にベスト・オブ・ザ・ベスト選手権への初出場を果たし、更にはジャスティス・ペインからCZWアイアンマン王座を奪取した。
この時期には大日本プロレスとの抗争下にあったCZW軍の一員として日本の地を踏んだうえで、その大日本プロレスの巡業に伴い、長崎県、大分県、福岡県、山口県、兵庫県、東京都などを巡行しながら、ニック・バーグという名をもって、ザンディグ、アブドーラ小林、『神風』、シャドウWX、伊東竜二、ファンタスティック、MEN'Sテイオー、関本大介、葛西純、ニック・ゲージなどの面子とともに試合を重ねることとなった。
やがてCZWのベスト・オブ・ザ・ベストに2度目の参戦を果たすなどして2002年を終え、2003年から2004年にかけてはCZWを主戦場として活動。2005年にスマックダウンを通してWWEのマットに初参戦。それからというもの、そのスマックダウンやロウを舞台にWWEへと散発的に参戦しつつ、CZWや数多のインディ団体を転戦している。